# Star Trek: Bridge Commander
Star Trek: Bridge Commander è un videogioco di simulazione di combattimento spaziale nell'universo di Star Trek, pubblicato da Activision e Totally Games nel 2002.

## Modalità di gioco
Il programma permette due diversi tipi di gioco: la modalità battaglia rapida e la modalità storia. La modalità battaglia rapida consente di programmare scenari personalizzati in un ambiente costruito dal giocatore, permettendo al giocatore di scegliere la propria astronave, le stazioni spaziali, i propri alleati e i nemici.
Nella modalità storia, il gioco simula di compiere una missione al comando di una nave stellare, all'inizio della USS Dauntless (NCC-71879) di classe Galaxy. In seguito della USS Sovereign (NCC-73811).
La schermata iniziale permette di configurare il tipo di gioco, singolo, test o multiplayer, il livello di difficoltà, il nome del giocatore, la risoluzione video e la qualità grafica.

## Trama
Il gioco inizia in una realtà negativa: una stella nel sistema Vesuvi della galassia Maelstrom è esplosa, il capitano Wright della Dauntless, è rimasto coinvolto nell'esplosione, la Dauntless stessa è rimasta colpita ma è riuscita fortunosamente a mettersi in salvo e ha finito di essere riparata al bacino spaziale di carenaggio.
Il nuovo capitano, appena promosso, siete voi e per il volo inaugurale sarà il capitano Jean-Luc Picard ad aiutarvi nelle operazioni preliminari. Vi trovate seduto sulla poltrona del comandante e avete a disposizione, il primo ufficiale, un ufficiale consigliere ospite e 4 ufficiali addetti ai sistemi. I 4 sistemi disponibili sono il sistema di guida, il sistema di combattimento, il sistema di rilevamento a distanza, il sistema propulsore. Il primo ufficiale, Saffi Larsen, ha il compito di dirigere e controllare i quattro ufficiali ai sistemi, Kiska LoMar è il pilota, Felix Sovali è l'addetto tattico, Miguel Diaz è il radarista, Brex è l'ingegnere capo, lasciando così disimpegnato il comandante che sarà impegnato solamente a prendere decisioni. In caso di conflitto a fuoco, il comandante può prendere direttamente il comando di guida e di combattimento, scegliendo direttamente obiettivi, rotte e ordigni.
L'ammiraglio Liu, capo della flotta stellare delle operazioni nel Maelstrom, come prima missione vi manda dalla Base stellare 12 ad aiutare le colonie umane su Geki ed Haven, rimaste perifericamente coinvolte nell'esplosione di Vesuvi. A missione completata, portare il capitano Picard alla Stazione Biranu. Prima di tutto si va alla stazione spaziale 12 a caricare suppellettili, medicinali, e personale. Si può guidare la Dauntless personalmente dentro la stazione spaziale, oppure si affida la manovra al pilota Kiska. Poi si viaggia a velocità di curvatura fino a Vesuvi-Haven, qui, prima di scaricare il personale e i materiali, si incontra un problema: è necessario ripulire l'orbita intorno al pianeta dalle meteore, derivate dall'esplosione, ricorrendo al sistema tattico. Finito di scaricare gli aiuti alla colonia di Vesuvi-Haven, si viene inviati a Tevron per scortare la Souveraign.
Dopo la missione di sostegno alla colonia Geki, il Dauntless ha il compito di investigare un'attività di contrabbando Ferengi a Serris. Successivamente l'ammiraglio Liu, vi invia a Biranu, dove è in corso uno scontro fra Cardassiani e Klingon.
Tornato alla base stellare 12, l'equipaggio della Dauntless è trasferito alla Sovereign. Si va al sistema Savoy per testare i motori alla velocità di curvatura e gli eventuali difetti tecnici dei sensori. Per testare il sistema di combattimento il capitano MacCray, della Geronimo USS, sfida l'equipaggio della Sovereign ad un combattimento amichevole. Poi arrivano i Klingon e vogliono partecipare anche loro. Finiti i test la Sovereign è inviata di assistere la Berkley USS nelle indagini sul caso Vesuvi. Il Tenente Comandante Data arriva a bordo. Dopo aver guardato nella nuvola di polvere e osservato la scansione dei frammenti espulsi dalla superficie della stella esplosa, Data determina che l'esplosione non è stato un evento naturale. Successivamente la Sovereign viene assegnata a pattugliare Voltaire Itari e Xi sistemi Entrades. Dopo aver completato il pattugliamento, la Sovereign riceve una chiamata di soccorso da una task force guidata dal capitano Klingon Korbus.

## Sviluppo
Alla fine del 1998, gli editori Activision contattarono Totally Games per l'inizio dello sviluppo di Bridge Commander.